# 橋本皓
橋本 皓（はしもと ひかる、1993年5月17日 - ）は、ジャパンラグビーリーグワンコベルコ神戸スティーラーズに所属するラグビー選手

## プロフィール
- 大阪府大阪市出身。
- ポジションはフランカー(FL)。
- 身長 182 cm、体重 92 kg
- ニックネームはもっちー、もっち、最近ではDJRからJRとも呼ばれている。

## 略歴
13歳からラグビーを始める。
2012年、東海大仰星高校卒業後、東海大学に入学する。なお東海大仰星高校時代、高校日本代表候補に選ばれたことがある。
2015年、東海大学体育会ラグビーフットボール部の副将に就任し、関東大学ラグビーリーグ戦1部での3年ぶりの優勝に貢献した。
2016年、東海大学卒業後、神戸製鋼コベルコスティーラーズ(現・コベルコ神戸製鋼スティーラーズ)に加入。同年10月8日に行われたジャパンラグビートップリーグ第6節のリコーブラックラムズ戦にて途中出場で公式戦初出場を果たす。
2022年、コベルコ神戸スティーラーズの主将に就任。